# 黒田長政供養の碑

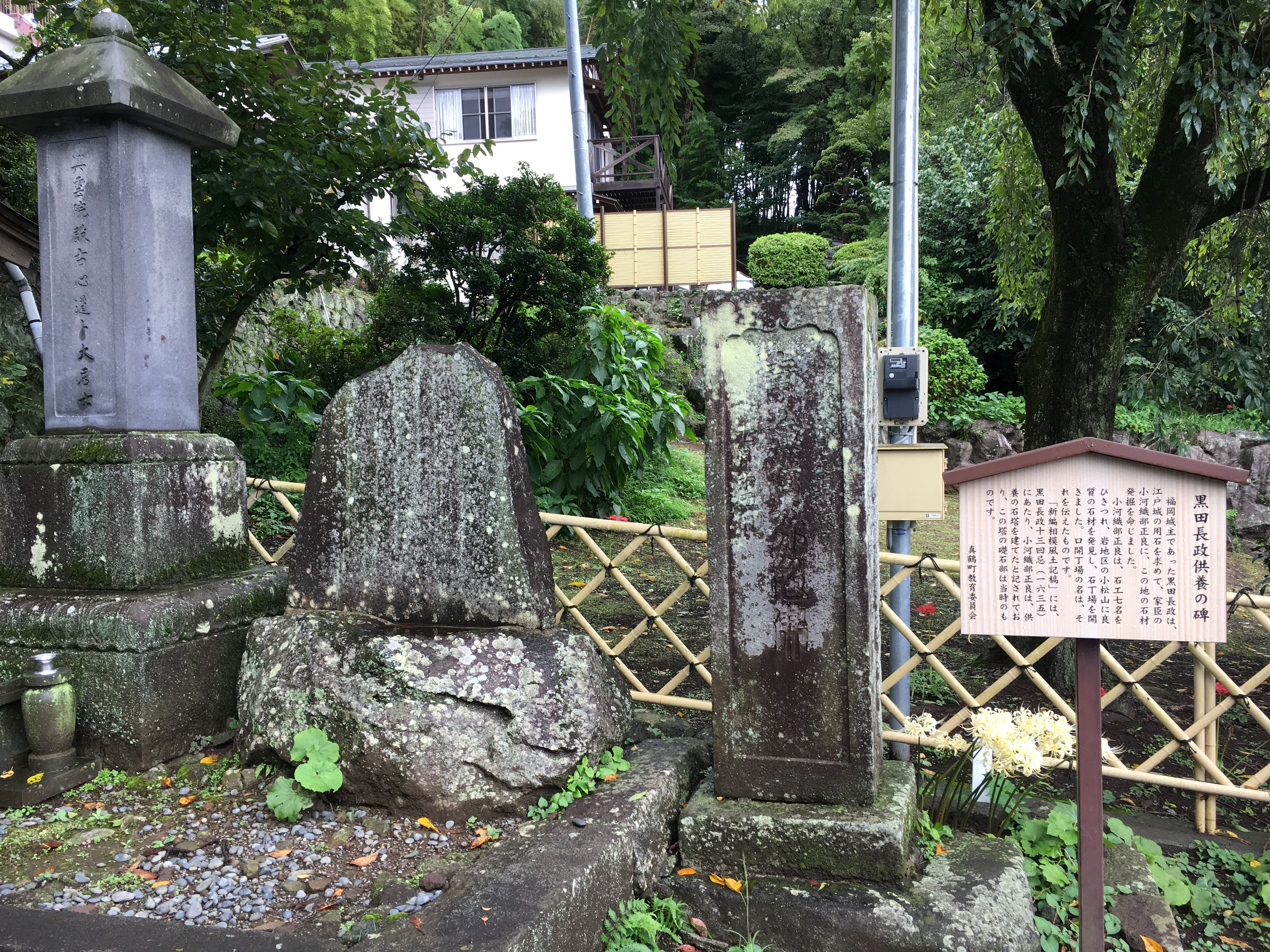
黒田長政供養の碑

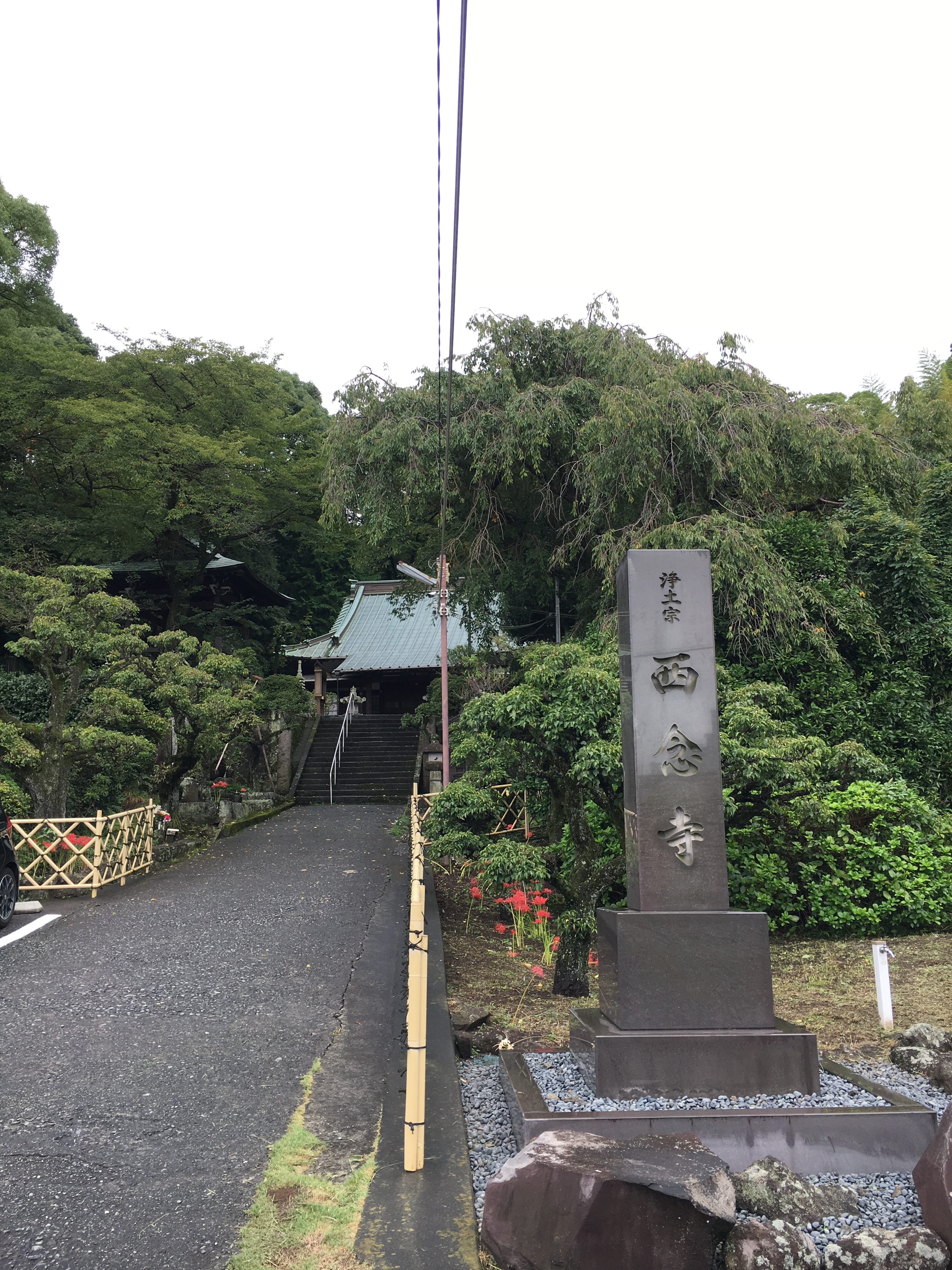
西念寺入り口

黒田長政供養の碑（くろだながまさくようのひ）は、神奈川県真鶴町の西念寺にある供養碑である。

## 概要
黒田長政より江戸城の用石発掘の命を受けた福岡藩士小河織部正良は、岩小松山に良質の石材（本小松石）を発見し石丁場を開いた。黒田長政13回忌にあたり、小河織部正良は供養の石塔を建てたといわれ、礎石部分は当時のものと伝えられている。

## 周辺
- 西念寺
- 真鶴町立石田保育園
- 真鶴駅
- 石工先祖の碑
- 道祖神 (真鶴町)
- 箱根ジオパーク（真鶴エリア）
- 湯河原町総合運動公園

## 交通アクセス
- 真鶴町コミュニティバス・石田保育園前徒歩0分
- 真鶴駅から徒歩8分